# Первенство СССР по футболу среди сборных команд городов 1935
С 6 по 26 июля 1935 года в СССР был проведен футбольный турнир среди сборных команд городов СССР. В спортивных газетах соревнование называлось Первенством СССР по футболу.
Команда Москвы выиграла соревнование в четвертый и последний раз. Со следующего года турнир сборных команд городов и союзных республик сменил чемпионат СССР по футболу, проводимый среди клубных команд обществ и ведомств СССР.
В первенстве участвовали 59 команд. В первой группе приняли участие 6 команд, где в однокруговом первенстве был выявлен победитель.
Во второй группе играла 51 команда, разбитая на 8 кустов по территориальному признаку. Победители кустов определялись по олимпийской системе..

## Первая группа. Итоговая таблица
| Место | Команда   | И | В | Н | П | М    | О  |
| ----- | --------- | - | - | - | - | ---- | -- |
|       | Москва    | 5 | 4 | 0 | 1 | 24-7 | 13 |
|       | Ленинград | 5 | 3 | 0 | 2 | 14-7 | 11 |
|       | Харьков   | 5 | 2 | 1 | 2 | 9-10 | 10 |
| 4     | Киев      | 5 | 2 | 1 | 2 | 6-7  | 10 |
| 5     | Баку      | 5 | 1 | 1 | 3 | 4-11 | 8  |
| 6     | Тифлис    | 5 | 1 | 1 | 3 | 6-21 | 8  |

- Система начисления очков: за победу присуждалось 3 очка, ничью — 2, поражение − 1, неявку — 0.

## Вторая группа

#### 1/8 финала
| Дата       | Команда 1 | Счёт     | Команда 2  |
| ---------- | --------- | -------- | ---------- |
| 30.06.1935 | Казань    | 2:0(1:0) | Сталинград |
| 01.07.1935 | Минск     | 4:0(2:0) | Курск      |

#### 1/4 финала
| Дата       | Команда 1      | Счёт                       | Команда 2      |
| ---------- | -------------- | -------------------------- | -------------- |
| 06.07.1935 | Казань         | 2:1, д.в.(0:1,1:0,1:0,0:0) | Минск          |
| 06.07.1935 | Ростов-на-Дону | 0:7 (0:3)                  | Днепропетровск |
| 08.07.1935 | Иваново        | 7:1 (2:1)                  | Новосибирск    |
| 09.07.1935 | Пятигорск      | 3:2 (2:0)                  | Ашхабад        |

#### 1/2 финала
| Дата       | Команда 1      | Счёт      | Команда 2 |
| ---------- | -------------- | --------- | --------- |
| 15.07.1935 | Днепропетровск | 6:4 (4:2) | Иваново   |
| 20.07.1935 | Казань         | 2:1 (0:0) | Пятигорск |

### Финал
| 30 октября, 1935 | \| Казань \| 1:2 (1:1) \| Днепропетровск \| | Стадион: Динамо (Казань) Зрителей: Судья: Н. Корнеев (Москва) |
| Казань           | 1:2 (1:1)                                   | Днепропетровск                                                |

Сборная Днепропетровска была представлена игроками двух клубов — «Динамо» и «Сталь».